# Elezioni regionali in Umbria del 2024
Le elezioni regionali in Umbria del 2024 si sono tenute il 17 e 18 novembre per eleggere il Consiglio regionale e la Presidenza della giunta regionale dell'Umbria. Sono state le seste elezioni regionali del 2024, in concomitanza con le elezioni regionali in Emilia-Romagna.
Le elezioni sono state vinte da Stefania Proietti, sostenuta dalla coalizione fra centro-sinistra e Movimento 5 Stelle, con il 51,13% dei voti, davanti a Donatella Tesei, Presidente regionale uscente e candidata della coalizione di centro-destra, che ha invece ottenuto il 46,17% dei voti. Proietti è risultata la candidata più votata in entrambe le province della regione, Perugia e Terni.
L'affluenza alle urne si è attestata al 52,30%, il peggior valore di sempre per le elezioni regionali in Umbria.

## Contesto
Alle ultime elezioni regionali, tenutesi nell'ottobre del 2019, aveva prevalso la coalizione di centro-destra, che sosteneva la candidata presidente Donatella Tesei (Lega), con il 57,55% dei voti, contro il candidato unitario del centro-sinistra e del Movimento 5 Stelle, Vincenzo Bianconi, che aveva invece conquistato il 37,49% delle preferenze. Tesei è stata la prima esponente del centro-destra ad essere eletta Presidente della giunta regionale in Umbria, dopo quasi 50 anni di governi regionali di sinistra e centro-sinistra.
Le elezioni comunali svoltesi in diversi comuni della regione lungo il 2024 sono state caratterizzate da un equilibrio significativo nella divisione dell'elettorato: a Perugia, la coalizione di centro-sinistra è tornata ad esprimere un sindaco, Vittoria Ferdinandi, dopo dieci anni di amministrazione di centro-destra, così come è riuscita a far eleggere nuovamente sindaci a Bastia Umbra, Marsciano e Montefalco. La coalizione di centro-destra, invece, ha prevalso sia a Foligno sia a Gubbio, entrambe città storicamente governate dalla sinistra. Nella provincia di Terni, invece, il centro-destra ha vinto le elezioni comunali a Orvieto per pochi voti al ballottaggio, mentre le divisioni interne all'alleanza erano state uno dei fattori decisivi per l'elezione di Stefano Bandecchi a sindaco di Terni nel 2023.

## Data delle elezioni
Il 21 settembre 2024, la presidente regionale uscente, Donatella Tesei, ha annunciato l'indizione con decreto presidenziale delle elezioni regionali per il 17 e il 18 novembre 2024; nel primo caso, si è votato dalle 7 alle 23, mentre nel secondo giorno le urne sono state aperte dalle 7 alle 15.

## Legge elettorale

Mappa della circoscrizione unica regionale al momento delle elezioni

La legge elettorale è stabilita dalla legge regionale statutaria nº 4 del 23 febbraio 2015, entrata in vigore in vista delle elezioni regionali dello stesso anno, in sostituzione della legge regionale nº 2 del 4 gennaio 2010. L'Assemblea legislativa dell'Umbria è composta da 20 membri, oltre al presidente della giunta regionale.
La legge prevede un unico turno, e la scheda di voto prevede sia il voto diretto per il candidato presidente, sia il voto di lista, cioè la possibilità di esprimere una o due preferenze all'interno della lista prescelta, indicando il cognome dei candidati (o nome e cognome, in caso di omonimia). Nel caso in cui si esprimano due preferenze, queste devono essere di genere diverso (per un uomo e per una donna, o viceversa); in caso contrario, la seconda preferenza viene annullata, e resta valida solo la prima. Il voto esclusivo per una lista collegata a un candidato presidente si intende espresso anche a favore di tale candidato. Non è previsto, invece, il voto disgiunto per una lista e per un candidato presidente non collegati fra loro.
È eletto Presidente della Regione il candidato che ottiene la maggioranza, anche solo relativa, dei voti validi; viene inoltre riservato un seggio al candidato presidente non eletto classificatosi al secondo posto. Alle liste collegate al presidente eletto viene assegnato un premio di maggioranza, pari a 12 seggi, mentre i restanti otto seggi vengono spartiti fra le liste a sostegno di una coalizione, o singole, che abbiano superato la soglia di sbarramento del 2,5%.

### Circoscrizione
Il territorio regionale costituisce l'unica circoscrizione elettorale della Regione.

## Candidati presidente e liste

### Coalizione di centro-destra
Il 28 febbraio 2024, in seguito alle trattative interne e al risultato delle elezioni regionali in Sardegna, la coalizione di centro-destra ha ufficialmente annunciato la ricandidatura per un secondo mandato della presidente regionale uscente, Donatella Tesei (LSP), già senatrice e sindaca di Montefalco. Tesei è stata sostenuta da sette liste: Fratelli d'Italia, Forza Italia, Lega, UdC, Noi moderati - Civici per l'Umbria, Alternativa Popolare e la lista civica Tesei Presidente.

### Coalizione tra centro-sinistra e M5S
Il 16 agosto 2024, in seguito alle trattative interne, la coalizione fra centro-sinistra e Movimento 5 Stelle ha annunciato la candidatura di Stefania Proietti (Indipendente), già sindaca di Assisi e presidente della provincia di Perugia, nonché docente universitaria e ingegnera meccanica. Proietti è stata sostenuta da sette liste: Partito Democratico, Movimento 5 Stelle, Alleanza Verdi e Sinistra, e le liste civiche Umbria Futura, Umbria Domani - Proietti Presidente, Civici Umbri e Umbria per la Sanità Pubblica e la Pace.

### Democrazia Sovrana Popolare
Il 14 luglio 2024, il leader del movimento Democrazia Sovrana Popolare (DSP) ed ex segretario del Partito Comunista, Marco Rizzo, ha annunciato la propria candidatura alle elezioni regionali. Rizzo è stato sostenuto da due liste: DSP e dalla lista Alternativa Riformista per Marco Rizzo.

### Insieme per un’Umbria resistente
Il 22 settembre, Potere al Popolo! e Partito Comunista Italiano hanno annunciato la candidatura congiunta dell'educatrice Martina Leonardi, sostenuta dalla lista unica "Insieme per un'Umbria Resistente".

### Altri candidati
- Il 18 luglio 2024, il leader del movimento Fronte del Dissenso, Moreno Pasquinelli, ha annunciato la propria candidatura alle elezioni regionali.[28][29] Pasquinelli ha ricevuto il sostegno da parte del movimento Ancora Italia.[30][31]
- Il 21 settembre, Elia Francesco Fiorini, leader del movimento civico Alternativa per l'Umbria e consigliere comunale di Magione, ha annunciato la propria candidatura alle elezioni regionali.[32]
- Il 19 ottobre, è stata ufficializzata la candidatura di Giuseppe Tritto, sostenuto dalla lista unica Umani Insieme Liberi.[14][33]
- Il 19 ottobre, è stata ufficializzata la candidatura di Fabrizio Pignalberi, sostenuto dalle liste Quinto Polo per l’Italia e Più Italia Sovrana.[14][33]
- Il 19 ottobre, è stata ufficializzata la candidatura di Giuseppe Paolone, sostenuto dal movimento Forza del Popolo.[14][33]

### Candidature ritirate
- Il 28 maggio 2024, il segretario regionale di Alternativa Popolare e vicesindaco di Terni, Riccardo Corridore, ha annunciato la propria candidatura alle elezioni regionali.[34] Tuttavia, l'8 luglio seguente, il leader nazionale del partito, Stefano Bandecchi, ha dichiarato di voler partecipare personalmente come candidato al ruolo di Presidente regionale.[35] Bandecchi ha poi ritirato la sua candidatura il 15 settembre, in seguito a un accordo per entrare a far parte della coalizione di centro-destra a sostegno di Donatella Tesei.[16][17]
- Il 20 luglio 2024, il segretario di Forza Nuova, Roberto Fiore, ha annunciato la propria candidatura alle elezioni regionali.[36] Tuttavia, il 19 ottobre seguente, l'ufficio unico circoscrizionale di Perugia ha dichiarato non valida la candidatura di Fiore, in quanto non aveva presentato la documentazione necessaria entro la scadenza della registrazione delle liste;[33] versione poi smentita dallo stesso interessato, che ha dichiarato di essersi ritirato per evitare di competere con altre "liste del dissenso e anti-sistema".[37]
- Il 30 luglio 2024, Francesco Miroballo, coordinatore del movimento Umbria Autonoma, ha annunciato la propria candidatura alle elezioni regionali.[38] Tuttavia, il 19 ottobre seguente, l'ufficio unico circoscrizionale di Perugia ha dichiarato non valida la candidatura di Miroballo, in quanto non aveva presentato la documentazione necessaria entro la scadenza della registrazione delle liste.[33]

## Campagna elettorale

### Dibattiti
| Data                                                     | Luogo                                                    | Organizzatori                                            | Link                                                     | Partecipanti | Partecipanti | Partecipanti | Partecipanti | Partecipanti | Partecipanti | Partecipanti | Partecipanti | Partecipanti | Fonti  |
| P Presente A Assente invitato NI Non invitato I Invitato | P Presente A Assente invitato NI Non invitato I Invitato | P Presente A Assente invitato NI Non invitato I Invitato | P Presente A Assente invitato NI Non invitato I Invitato | Tesei        | Proietti     | Rizzo        | Leonardi     | Pasquinelli  | Fiorini      | Tritto       | Pignalberi   | Paolone      | Fonti  |
| -------------------------------------------------------- | -------------------------------------------------------- | -------------------------------------------------------- | -------------------------------------------------------- | ------------ | ------------ | ------------ | ------------ | ------------ | ------------ | ------------ | ------------ | ------------ | ------ |
| 17 ottobre 2024                                          | Cenacolo San Marco, Terni                                | Istess, PerugiaToday, TerniToday                         | Video                                                    | P            | P            | P            | P            | P            | P            | NI           | NI           | NI           | [ 39 ] |
| 29 ottobre 2024                                          | Perugia                                                  | TGR Umbria                                               | Video                                                    | P            | P            | P            | P            | P            | P            | P            | P            | P            | [ 40 ] |
| 7 novembre 2024                                          | Chiesa di San Francesco al Prato, Perugia                | Corriere dell'Umbria                                     | Resoconto                                                | P            | P            | P            | P            | P            | P            | P            | P            | P            | [ 41 ] |
| 12 novembre 2024                                         | Perugia                                                  | TGR Umbria                                               | Video                                                    | P            | P            | P            | P            | P            | P            | P            | P            | P            | [ 42 ] |

## Sondaggi

### Candidati presidente
| Data               | Istituto                | Committente              | Campione                | Margine di errore       | Tesei       | Proietti    | Proietti    | Proietti    | Rizzo     | Leonardi  | Pasquinelli | Fiorini   | Tritto    | Pignalberi | Paolone   | Distacco |
| Data               | Istituto                | Committente              | Campione                | Margine di errore       | CDX         | CSX         | M5S         | C           | Rizzo     | Leonardi  | Pasquinelli | Fiorini   | Tritto    | Pignalberi | Paolone   | Distacco |
| ------------------ | ----------------------- | ------------------------ | ----------------------- | ----------------------- | ----------- | ----------- | ----------- | ----------- | --------- | --------- | ----------- | --------- | --------- | ---------- | --------- | -------- |
| 31 ottobre 2024    | Tecnè                   | –                        | 1034                    | ±3,1                    | 48,7        | 47,5        | 47,5        | 47,5        | 3,8       | 3,8       | 3,8         | 3,8       | 3,8       | 3,8        | 3,8       | 1,2      |
| 28-30 ottobre 2024 | SWG                     | Umbria TV                | 1004                    | ±3,1                    | 46 - 50     | 47,0 - 51,0 | 47,0 - 51,0 | 47,0 - 51,0 | 0,5 - 2,5 | 0,5 - 2,5 | 0,5 - 2,5   | 0,5 - 2,5 | 0,5 - 2,5 | 0,5 - 2,5  | 0,5 - 2,5 | 1,0      |
| 21-28 ottobre 2024 | SWG                     | AVS Umbria               | 1000                    | ±3,1                    | 45,5 - 49,5 | 47,0 - 51,0 | 47,0 - 51,0 | 47,0 - 51,0 | 2,5 - 4,5 | 2,5 - 4,5 | 2,5 - 4,5   | 2,5 - 4,5 | 2,5 - 4,5 | 2,5 - 4,5  | 2,5 - 4,5 | 1,5      |
| 21-25 ottobre 2024 | TechnoConsumer          | Corriere dell'Umbria     | 1000                    | ±3,1                    | 44,8 - 49,8 | 42,9 - 47,9 | 42,9 - 47,9 | 42,9 - 47,9 | 1 - 5     | 0,5 - 4   | 0,5 - 3,5   | 0,5 - 4   | 0,5 - 3   | 0,5 - 3    | 0,5 - 3   | 1,9      |
| 17-21 ottobre 2024 | BiDiMedia               | PerugiaToday, TerniToday | 1000                    | ±3,2                    | 48,2        | 47,7        | 47,7        | 47,7        | 1,3       | 2,8       | 2,8         | 2,8       | 2,8       | 2,8        | 2,8       | 0,5      |
| 8-12 ottobre 2024  | TechnoConsumer          | Corriere dell'Umbria     | 1000                    | ±3,1                    | 42,3 - 47,3 | 40,7 - 45,7 | 40,7 - 45,7 | 40,7 - 45,7 | 1 - 5     | 0,5 - 3,5 | 1 - 5       | 0,5 - 3,5 | –         | –          | –         | 1,6      |
| 27 ottobre 2019    | Elezioni regionali 2019 | Elezioni regionali 2019  | Elezioni regionali 2019 | Elezioni regionali 2019 | 57,55       | 37,48       | 37,48       | 37,48       | 1,01      | 0,87      | –           | –         | –         | –          | –         | 20,07    |

### Liste elettorali
| Data               | Istituto  | Committente              | Campione | Margine di errore | CDX  | CDX | CDX | CDX  | CDX | CDX      | CDX | CSX - M5S - C | CSX - M5S - C | CSX - M5S - C | CSX - M5S - C | CSX - M5S - C | CSX - M5S - C | CSX - M5S - C | USC       | PaP - PCI | FD        | AU        | UIL       | QPI       | FDP       | Distacco |
| Data               | Istituto  | Committente              | Campione | Margine di errore | FdI  | FI  | LSP | LCTP | AP  | NM - CPU | UdC | PD            | AVS           | LCU           | M5S           | UF            | USP           | UD            | USC       | PaP - PCI | FD        | AU        | UIL       | QPI       | FDP       | Distacco |
| ------------------ | --------- | ------------------------ | -------- | ----------------- | ---- | --- | --- | ---- | --- | -------- | --- | ------------- | ------------- | ------------- | ------------- | ------------- | ------------- | ------------- | --------- | --------- | --------- | --------- | --------- | --------- | --------- | -------- |
| 31 ottobre 2024    | Tecnè     | –                        | 1034     | ±3,1              | 24,4 | 8,9 | 5,9 | 5,5  | 2,0 | 1,4      | 0,6 | 27,6          | 6,2           | 1,4           | 4,3           | 1,4           | 1,9           | 4,7           | 3,8       | 3,8       | 3,8       | 3,8       | 3,8       | 3,8       | 3,8       | 3,2      |
| 28-30 ottobre 2024 | SWG       | Umbria TV                | 1004     | ±3,1              | 25,0 | 8,0 | 6,5 | 5,5  | 1,5 | 1,0      | 0,5 | 29,5          | 7,0           | 2,0           | 4,5           | 1,5           | 3,0           | 1,0           | 2,5 - 4,5 | 2,5 - 4,5 | 2,5 - 4,5 | 2,5 - 4,5 | 2,5 - 4,5 | 2,5 - 4,5 | 2,5 - 4,5 | 4,5      |
| 21-28 ottobre 2024 | SWG       | AVS Umbria               | 1000     | ±3,1              | 24,5 | 8,0 | 6,0 | 6,0  | 1,5 | 1,0      | 0,5 | 29,5          | 6,5           | 2,0           | 4,0           | 2,0           | 3,0           | 1,5           | 4,0       | 4,0       | 4,0       | 4,0       | 4,0       | 4,0       | 4,0       | 5,0      |
| 17-21 ottobre 2024 | BiDiMedia | PerugiaToday, TerniToday | 1000     | ±3,2              | 26,7 | 7,0 | 6,8 | 4,0  | 2,9 | 1,5      | –   | 25,3          | 5,9           | 5,8           | 5,5           | 2,8           | 1,7           | –             | 1,2       | 2,9       | 2,9       | 2,9       | 2,9       | 2,9       | 2,9       | 1,4      |

## Affluenza
Il corpo elettorale per le elezioni del 17 e del 18 novembre 2024 era di 701 367 elettori (distribuiti su 1000 sezioni), di cui 523 343 residenti nella Provincia di Perugia (268 810 donne e 254 533 uomini) e 178 024 nella Provincia di Terni (86 127 uomini e 91 897 donne).
L'affluenza alle urne si è attestata al 52,30%, il peggior valore di sempre per le elezioni regionali in Umbria.
| Circoscrizioni | Affluenza | Affluenza | Affluenza | Affluenza | Elezioni 2019 | Variazione |
| Circoscrizioni | Domenica  | Domenica  | Domenica  | Lunedì    | Elezioni 2019 | Variazione |
| Circoscrizioni | 12:00     | 19:00     | 23:00     | 15:00     | Elezioni 2019 | Variazione |
| -------------- | --------- | --------- | --------- | --------- | ------------- | ---------- |
| Perugia        | 9,68%     | 31,67%    | 38,41%    | 53,02%    | 65,03%        | 12,01%     |
| Terni          | 9,16%     | 29,90%    | 35,97%    | 50,16%    | 63,74%        | 13,58%     |
| Umbria         | 9,54%     | 31,22%    | 37,79%    | 52,30%    | 64,69%        | 12,39%     |

## Risultati
|                                                                 | Stefania Proietti ✔️ Presidente                                 | 182 394                                                         | 51,13 | Partito Democratico                      | 97 089  | 30,23 | 9  |  |  |
| Movimento 5 Stelle                                              | Stefania Proietti ✔️ Presidente                                 | 182 394                                                         | 51,13 | 15 125                                   | 4,71    | 1     |    |  |  |
| Umbria Domani - Proietti Presidente                             | Stefania Proietti ✔️ Presidente                                 | 182 394                                                         | 51,13 | 15 084                                   | 4,70    | 1     |    |  |  |
| Alleanza Verdi e Sinistra                                       | Stefania Proietti ✔️ Presidente                                 | 182 394                                                         | 51,13 | 13 750                                   | 4,28    | 1     |    |  |  |
| Umbria per la Sanità Pubblica                                   | Stefania Proietti ✔️ Presidente                                 | 182 394                                                         | 51,13 | 7 819                                    | 2,43    | –     |    |  |  |
| Umbria Futura - Riformisti e Civici                             | Stefania Proietti ✔️ Presidente                                 | 182 394                                                         | 51,13 | 7 402                                    | 2,30    | –     |    |  |  |
| Civici Umbri                                                    | Stefania Proietti ✔️ Presidente                                 | 182 394                                                         | 51,13 | 5 025                                    | 1,56    | –     |    |  |  |
| Totale liste                                                    | Stefania Proietti ✔️ Presidente                                 | 182 394                                                         | 51,13 | 161 294                                  | 50,23   | 13    |    |  |  |
|                                                                 | Donatella Tesei                                                 | 164 727                                                         | 46,17 | Fratelli d'Italia                        | 62 419  | 19,44 | 3  |  |  |
| Forza Italia                                                    | Donatella Tesei                                                 | 164 727                                                         | 46,17 | 31 128                                   | 9,69    | 2     |    |  |  |
| Lega per Salvini Premier                                        | Donatella Tesei                                                 | 164 727                                                         | 46,17 | 24 729                                   | 7,70    | 1     |    |  |  |
| Tesei Presidente                                                | Donatella Tesei                                                 | 164 727                                                         | 46,17 | 16 023                                   | 4,99    | 1     |    |  |  |
| Noi Moderati - Civici per l'Umbria                              | Donatella Tesei                                                 | 164 727                                                         | 46,17 | 9 229                                    | 2,87    | –     |    |  |  |
| Alternativa Popolare                                            | Donatella Tesei                                                 | 164 727                                                         | 46,17 | 6 939                                    | 2,16    | –     |    |  |  |
| Unione di Centro                                                | Donatella Tesei                                                 | 164 727                                                         | 46,17 | 1 432                                    | 0,45    | –     |    |  |  |
| Seggio assegnato al candidato presidente classificatosi secondo | Seggio assegnato al candidato presidente classificatosi secondo | Seggio assegnato al candidato presidente classificatosi secondo | 46,17 | 1                                        |         |       |    |  |  |
| Totale liste                                                    | Donatella Tesei                                                 | 164 727                                                         | 46,17 | 151 899                                  | 47,30   | 8     |    |  |  |
|                                                                 | Marco Rizzo                                                     | 3 946                                                           | 1,11  | Democrazia Sovrana Popolare              | 1 793   | 0,56  | –  |  |  |
| Alternativa Riformista per Rizzo Presidente                     | Marco Rizzo                                                     | 3 946                                                           | 1,11  | 1 286                                    | 0,40    | –     |    |  |  |
| Totale liste                                                    | Marco Rizzo                                                     | 3 946                                                           | 1,11  | 3 079                                    | 0,96    | –     |    |  |  |
|                                                                 | Martina Leonardi                                                | 1 901                                                           | 0,53  | Insieme per un'Umbria Resistente         | 1 556   | 0,48  | –  |  |  |
|                                                                 | Moreno Pasquinelli                                              | 993                                                             | 0,28  | Fronte del Dissenso                      | 896     | 0,28  | –  |  |  |
|                                                                 | Giuseppe Paolone                                                | 866                                                             | 0,24  | Forza del Popolo                         | 763     | 0,24  | –  |  |  |
|                                                                 | Elia Francesco Fiorini                                          | 840                                                             | 0,24  | Alternativa per l'Umbria                 | 746     | 0,23  | –  |  |  |
|                                                                 | Giuseppe Tritto                                                 | 837                                                             | 0,23  | Tritto Presidente - Umani Insieme Liberi | 729     | 0,23  | –  |  |  |
|                                                                 | Fabrizio Pignalberi                                             | 253                                                             | 0,07  | Più Italia Sovrana                       | 109     | 0,03  | –  |  |  |
| Quinto Polo per l'Italia                                        | Fabrizio Pignalberi                                             | 253                                                             | 0,07  | 67                                       | 0,02    | –     |    |  |  |
| Totale liste                                                    | Fabrizio Pignalberi                                             | 253                                                             | 0,07  | 176                                      | 0,05    | –     |    |  |  |
| Totale                                                          | Totale                                                          | 356 757                                                         | 100   |                                          | 321 138 | 100   | 21 |  |  |
|                                                                 |                                                                 |                                                                 |       |                                          |         |       |    |  |  |
| Schede bianche                                                  | Schede bianche                                                  | 3 465                                                           | 0,94  |                                          |         |       |    |  |  |
| Schede nulle                                                    | Schede nulle                                                    | 6 581                                                           | 1,79  |                                          |         |       |    |  |  |
| Votanti                                                         | Votanti                                                         | 366 830                                                         | 52,30 |                                          |         |       |    |  |  |
| Elettori                                                        | Elettori                                                        | 701 367                                                         |       |                                          |         |       |    |  |  |

## Consiglieri eletti
Di seguito sono riportati i 19 consiglieri eletti nelle liste, elencati per circoscrizione. A questi si aggiungono la presidente eletta, Stefania Proietti (Indipendente di centro-sinistra) e la prima dei candidati presidente non eletti, Donatella Tesei (della Lega), che in quanto tale ha ottenuto un seggio da consigliera. L'elenco tiene nota dei candidati eletti prima dell'ufficializzazione della giunta regionale: i consiglieri nominati nella giunta sono poi stati sostituiti dai candidati non eletti, secondo gli scorrimenti dei listini di preferenze.
| Consigliere           | Consigliere               | Consigliere                         | Lista                           | Preferenze |
| --------------------- | ------------------------- | ----------------------------------- | ------------------------------- | ---------- |
|                       |                           | Stefania Proietti                   | Indipendente di centro-sinistra | –          |
|                       | Simona Meloni             | Partito Democratico                 | 8 196                           |            |
| Tommaso Bori          | 7 417                     | Partito Democratico                 |                                 |            |
| Cristian Betti        | 6 429                     | Partito Democratico                 |                                 |            |
| Francesco De Rebotti  | 6 086                     | Partito Democratico                 |                                 |            |
| Sarah Bistocchi       | 4 586                     | Partito Democratico                 |                                 |            |
| Stefano Lisci         | 3 860                     | Partito Democratico                 |                                 |            |
| Francesco Filipponi   | 3 608                     | Partito Democratico                 |                                 |            |
| Letizia Michelini     | 3 509                     | Partito Democratico                 |                                 |            |
| Maria Grazia Proietti | 3 302                     | Partito Democratico                 |                                 |            |
|                       | Luca Simonetti            | Movimento 5 Stelle                  | 1 289                           |            |
|                       | Bianca Maria Tagliaferri  | Umbria Domani - Proietti Presidente | 1 177                           |            |
|                       | Fabrizio Ricci            | Alleanza Verdi e Sinistra           | 2 029                           |            |
|                       |                           | Donatella Tesei                     | Lega per Salvini Premier        | –          |
|                       | Paola Agabiti             | Fratelli d'Italia                   | 7 225                           |            |
| Eleonora Pace         | 4 490                     | Fratelli d'Italia                   |                                 |            |
| Matteo Giambartolomei | 4 037                     | Fratelli d'Italia                   |                                 |            |
|                       | Andrea Romizi             | Forza Italia                        | 10 345                          |            |
| Laura Pernazza        | 3 223                     | Forza Italia                        |                                 |            |
|                       | Enrico Melasecche Germini | Lega per Salvini Premier            | 2 502                           |            |
|                       | Nilo Arcudi               | Tesei Presidente                    | 2 870                           |            |